# Vranke

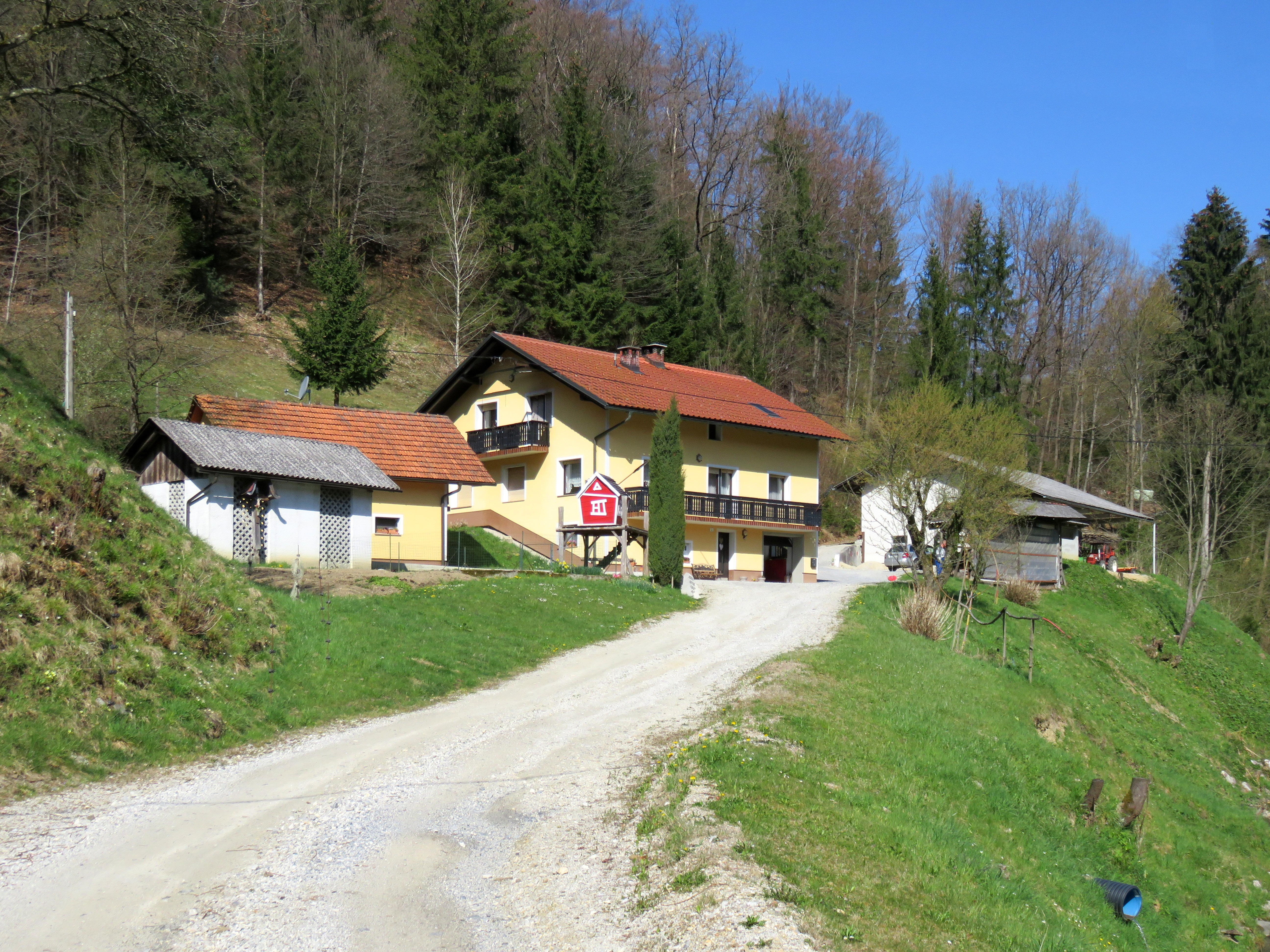
Zicht op het dorp

Vranke is een plaats in Slovenië en maakt deel uit van de gemeente Lukovica in de NUTS-3-regio Osrednjeslovenska. De plaats telde 13 inwoners op 1 januari 2020.